# Бойовий вигук

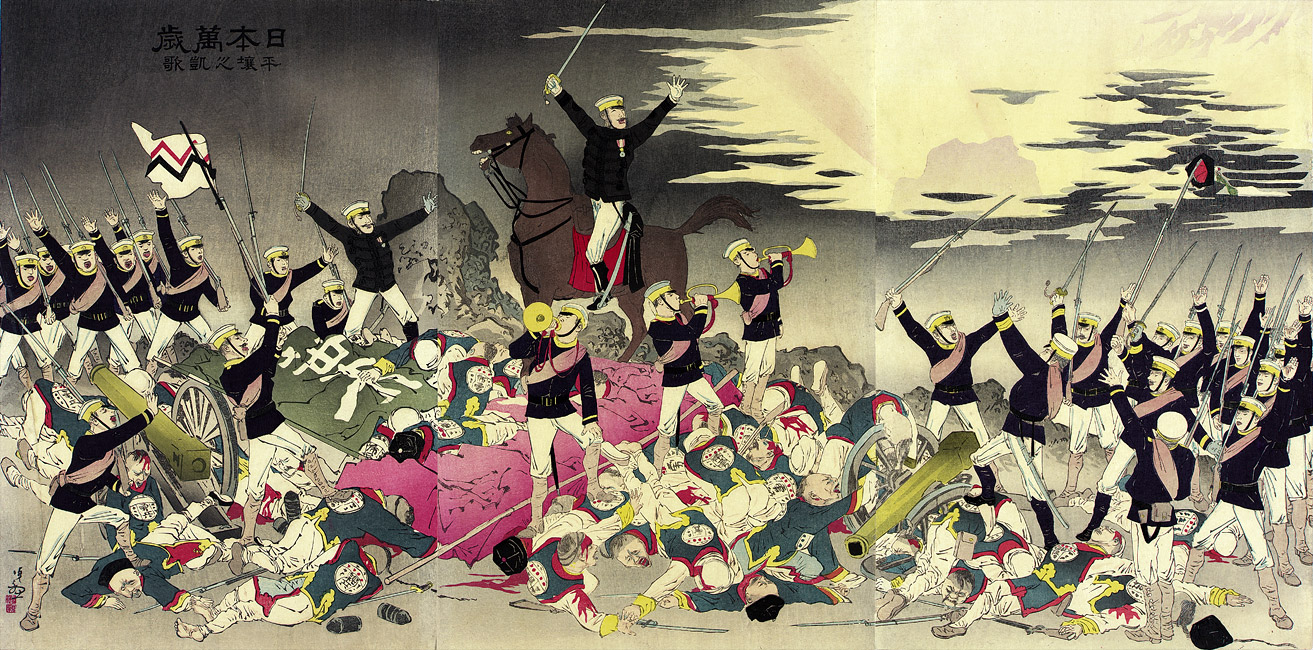
Японські солдати відзначають криками «банзай» перемогу над китайськими військами, 1895 рік

Бойови́й ви́гук (клич) — вигук або спів під час бою, як правило, членів одного військового підрозділу (клану, племені). Він не обов'язково може бути чітко сформульованим, членороздільним. Часто метою бойового вигуку є виклик патріотичних чи релігійних почуттів (звернення за підтримкою до вищих сил). Бойові вигуки спрямовані на створення конкурентної переваги шляхом підвищення власної агресії до потенційної межі, коли ворожа сторона буде залякана, забажає частково або в цілому уникнути конфронтації, вирішить вдатися до втечі.
Крім того, бойовий вигук був розпізнавальним знаком, що дозволяв відрізнити в гущі бою своїх від чужих. Ще однією його корисною функцією є створення відчуття єднання з бойовими товаришами (так зване «Почуття ліктя»).
Для досягнення своєї цілі бойові вигуки повинні бути якомога голосніше й часто посилюються за допомогою музичних інструментів, таких як ріг, барабан, волинка тощо:
|                                                                                    | Як ударив на татар, аж земля дрижала. Брязкіт зброї, гук рушниць та іржання коней, Бубнів грім, ревіння труб, «гей!», «ала!» та стогін — Все змішалось, третій раз в бій ідуть татари. Костянтин кричить: «Гей! Гей! Діти, ще раз вдарим. Вже звитягу бачу, ну ж, дружно напирайте, І за волю, й за братів зв'язаних згадайте». |
| — Анонім XVI століття, «Про вибиття татар перекопських під Вишнівцем року 1512-го» | |

В бойових мистецтвах вигук використовується, щоб розвинути духовну силу, впевненість у собі, сконцентрувати необхідну або скинути зайву енергію. Це також форма психологічної атаки та контролю дихання. Як правило, бойовий вигук проводиться спортсменом при ударі з напругою черевного преса і коротким видихом. У тхеквондо такий вигук, наприклад, має назву «кіхап» (з корейської — «крик»). Зазвичай на тренуванні спортсмен вигукує «Ач!» або «Ачі!».

## Бойовий вигук у геральдиці
У геральдиці — вигук, заклик піднесеного, найчастіше войовничого характеру. Поміщається на стрічці над гербовим щитом і його верхніми прикрасами.
Існує поширена помилка плутати девіз (девіз роду або клану) та бойовий вигук. Це, ймовірно, відбувається через те, що у більшості випадків давні європейські континентальні племена мали тільки «девіз предків». Лише в польській геральдиці існує подібний акустичний елемент — гербовий заклик, незалежний від назви герба, давній бойовий клич предків.
Також аналогічні відмінні риси має геральдика в Шотландії, в той час як в цілому вона аналогічна до тої, що практикується в Англії та в інших країнах Західної Європи. Одна з найбільших очевидних візуальних відмінностей шотландської геральдики від геральдичних стилів, що використовується в інших місцях в тому, що стрічка, на якій зображається девіз, майже завжди розташована вище нашоломника. Ця різниця більша, ніж просто візуальна. У шотландській геральдиці девізи вважаються компонентом виданого герба і можуть бути змінені лише шляхом повторної перереєстрації герба. В англійській геральдиці, за дуже рідкісними винятками, девіз не включений в словесне подання герба. Отже, англійські девізи можуть бути змінені за бажанням.

Великий герб Франції і Наварри (у 1589 — 1790 роках)
Королівський Герб Шотландії (до 1603 року)
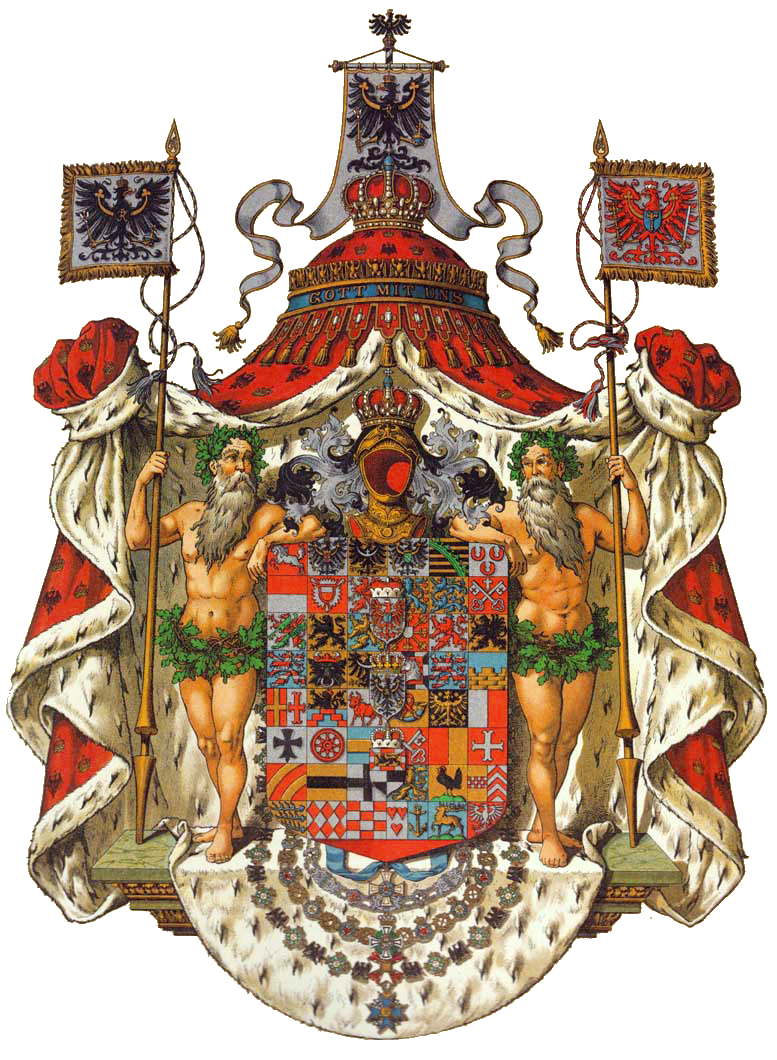
Великий герб Королівства Пруссії (до 1919 року)